# Рядок (програмування)
Рядок (англ. String — «нитка, низка») або рядковий тип даних, також іноді стрічка, ланцюжок — це тип даних, значеннями якого є довільна послідовність (рядок) символів алфавіту. Кожна змінна такого типу (рядкова змінна) може бути представлена фіксованою кількістю байтів або мати довільну довжину.

## Внутрішнє представлення рядка в пам'яті
Деякі мови програмування накладають обмеження на максимальну довжину рядка, але в більшості мов подібні обмеження відсутні. При використанні Unicode кожен символ рядкового типу може вимагати двох або навіть чотирьох байтів для свого представлення.
Основні проблеми в машинному поданні рядкового типу:
- рядки можуть мати досить істотний розмір (до декількох десятків мегабайтів);
- змінюється з часом розмір — виникають труднощі з додаванням і видаленням символів.

У поданні рядків в пам'яті комп'ютера існує два принципово різних підходи.

### Подання масивом символів
У цьому підході рядки представляються масивом символів; при цьому розмір масиву зберігається в окремій (службовій) області. Від назви мови Pascal, де цей метод був вперше реалізований, даний метод отримав назву Pascal strings.
Злегка оптимізованим варіантом цього методу є так званий формат c-addr-u (від англ. character-aligned address + unsigned number), застосовуваний в Форте. На відміну від Pascal strings, тут розмір масиву зберігається не спільно із рядковими даними, а є частиною покажчика на рядок.

#### Переваги
- програма в кожен момент часу містить відомості про розмір рядка, тому операції додавання символів в кінець, копіювання рядка і власне отримання розміру рядка виконуються досить швидко;
- рядок може містити будь-які дані;
- можливо на програмному рівні стежити за виходом за межі рядка при її обробці;
- можливо швидке виконання операції виду «взяття N-го символу з кінця рядка».

#### Недоліки
- проблеми зі зберіганням і обробкою символів довільної довжини;
- збільшення витрат на зберігання рядків — значення «довжина рядка» також займає місце і в разі великої кількості рядків маленького розміру може істотно збільшити вимоги алгоритму до оперативної пам'яті;
- обмеження максимального розміру рядка. У сучасних мовах програмування це обмеження скоріше теоретичне, так як зазвичай розмір рядка зберігається в 32-бітовому полі, що дає максимальний розмір рядка в 4 294 967 295 байт (4 гігабайти);

- при використанні алфавіту зі змінним розміром символу (наприклад, UTF-8), в розмірі зберігається не кількість символів, а саме розмір рядка в байтах, тому кількість символів необхідно вважати окремо.

### Метод «завершального байту»
Другий метод полягає у використанні «завершального байту». Одне з можливих значень символів алфавіту (як правило, це символ з кодом 0) вибирається як ознака кінця рядка, і рядок зберігається як послідовність байтів від початку до кінця. Є системи, в яких роль ознаки кінця рядка виконує не символ 0, а байт 0xFF (255) або код символу «$».
Метод має три назви — ASCIIZ (або asciiz, символи в кодуванні ASCII з нульовим завершальним байтом), C-strings (найбільшого поширення метод отримав саме в мові Сі), нуль-термінований рядок (англ. null-terminated string).

#### Переваги
- відсутність додаткової службової інформації про рядок (крім завершального байту);
- можливість подання рядка без створення окремого типу даних;
- відсутність обмеження на максимальний розмір рядка;
- економне використання пам'яті;
- простота отримання суфіксу рядка;
- простота передачі рядків у функції (передається покажчик на перший символ);

#### Недоліки
- значний час виконання операцій отримання довжини і конкатенації рядків;
- відсутність засобів контролю за виходом за межі рядка, в разі пошкодження завершального байта можливість пошкодження великих областей пам'яті, що може привести до непередбачуваних наслідків — втрати даних, краху програми і навіть всієї системи;
- неможливість використовувати символ завершального байту як елемента рядка.
- неможливість використовувати деякі кодування з розміром символу в кілька байт (наприклад, UTF-16), тому що у багатьох таких символах, наприклад Ā (0x0100), один з байтів дорівнює нулю (в той же час, кодування UTF-8 вільне від цього недоліку).

### Використання обох методів
У таких мовах, як, наприклад, Оберон, рядок розміщується в масиві символів певної довжини, причому її кінець позначається нульовим символом. За замовчуванням, весь масив заповнений нульовими символами. Такий спосіб дозволяє об'єднати багато переваг обох підходів, а також уникнути більшість їх недоліків.

### Подання у вигляді списку
Мови Erlang, Haskell, Пролог використовують для рядкового типу список символів. Цей метод робить мову більш «теоретично елегантною» за рахунок дотримання ортогональності в системі типів, але приносить суттєві втрати швидкодії.

## Реалізація в мовах програмування
- У перших мовах програмування взагалі не було рядкового типу; програміст повинен був сам будувати функції для роботи з рядками того чи іншого типу.

- У Сі використовуються нуль-терміновані рядки з повним ручним контролем з боку програміста.

- У стандартному Паскалі рядок виглядає як масив з 256 байтів; перший байт зберігав довжину рядка, в інших зберігається її тіло. Таким чином, довжина рядка не може перевищувати 255 символів. У Borland Pascal 7.0 також з'явилися рядки «по типу Сі» — очевидно[кому?], через те, що в число підтримуваних платформ увійшла Windows.

- У Object Pascal та C++ STL рядок є «чорним ящиком», в якому виділення / вивільнення пам'яті відбувається автоматично — без участі програміста. При створенні рядка пам'ять виділяється автоматично; як тільки на рядок не залишиться жодного посилання, пам'ять повертається системі. Перевага цього методу в тому, що програміст не замислюється над роботою рядків. З іншого боку, програміст має недостатній контроль над роботою програми в критичних до швидкості ділянках; також важко реалізується передача таких рядків як параметр в DLL. Також Object Pascal автоматично стежить, щоб в кінці рядка був символ з кодом 0. Тому якщо функція вимагає на вході нуль-термінований рядок, для конвертації треба просто написати PAnsiChar(рядкова_змінна) або PWideChar (рядкова_змінна) (для Pascal), змінна c_str() (для Builder / STL).

- У C # та іншими мовами із збіркою сміття рядок є незмінним об'єктом; якщо рядок потрібно модифікувати, створюється інший об'єкт. Цей метод повільний і витрачає чимало тимчасової пам'яті, але добре поєднується з концепцією збірки сміття. Перевага цього методу в тому, що присвоювання відбувається швидко і без дублювання рядків. Також є деякий ручний контроль над конструюванням рядків (в Java, наприклад, через класи StringBuffer і StringBuilder) — це дозволяє зменшити кількість виділень і вивільнень пам'яті і, відповідно, збільшити швидкість.

- У деяких мовах (наприклад, Standard ML) крім цього, є додатковий модуль для забезпечення ще більшої ефективності — «підрядок» (англ. substring). Його використання дозволяє виконувати операції над рядками без копіювання їхніх тіл за допомогою маніпулювання індексами початку і кінця підрядка; фізичне копіювання відбувається лише при необхідності перетворення підрядків у рядки.

## Операції

### Найпростіші операції з рядками
- Отримання символу за номером позиції (індексу) — в більшості мов це тривіальна операція;
- Конкатенація (з'єднання) рядків.

### Похідні операції
- Отримання підрядка за індексами початку і кінця;
- Перевірка входження одного рядка в іншу (пошук підрядка в рядку);
- Перевірка на збіг рядків (з урахуванням або без урахування регістру символів);
- Отримання довжини рядка;
- Заміна підрядка в рядку.

### Операції при трактуванні рядків як списків
- Згортання;
- Відображення одного списку на інший;

- Фільтрація списку за критерієм.

### Складніші операції
- Знаходження мінімального надрядка, що містить всі зазначені рядки;
- Пошук в двох масивах рядків збігаються послідовностей (завдання про плагіат).

### Можливі завдання для рядків на природній мові
- Порівняння на близькість зазначених рядків по заданому критерію;

- Визначення мови і кодування тексту на підставі ймовірностей символів і складів.

## Подання символів рядка
До останнього часу[коли?] один символ завжди кодувався одним байтом (8 двійкових бітів; застосовувалися також кодування з 7 бітами на символ), що дозволяло представляти 256 (128 при семибітному кодуванні) можливих значень. Однак для повноцінного представлення символів алфавітів кількох мов (багатомовних документів, друкарських символів — кілька видів лапок, тире, кількох видів прогалин і для написання текстів на ієрогліфічних мовах — китайською, японською та корейською) 256 символів недостатньо. Для вирішення цієї проблеми існує кілька методів:
- Перемикання мови керуючими кодами. Метод не стандартизований і позбавляє текст самостійності (тобто послідовність символів без керуючого коду на початку втрачає сенс); використовувався в деяких ранніх русифікації ZX Spectrum і БК.

- Використання двох або більше байт для представлення кожного символу (UTF-16, UTF-32). Головним недоліком цього методу є втрата сумісності з попередніми бібліотеками для роботи з текстом при поданні рядка як ASCIIZ. Наприклад, кінцем рядка повинен вважатися вже не байт із значенням 0, а два або чотири поспіль нульових байти, в той час як одиночний байт «0» може зустрічатися в середині рядка, що збиває бібліотеку «з пантелику».

- Використання кодування зі змінним розміром символу. Наприклад, в UTF-8 частина символів представляється одним байтом, частина двома, трьома або чотирма. Цей метод дозволяє зберегти часткову сумісність зі старими бібліотеками (немає символів 0 всередині рядка і тому 0 можна використовувати як ознака кінця рядка), але призводить до неможливості прямої адресації символу в пам'яті за номером його позиції в рядку.